# Rosa setigera
Rosa setigera är en rosväxtart som beskrevs av André Michaux. Rosa setigera ingår i släktet rosor, och familjen rosväxter. Utöver nominatformen finns också underarten R. s. tomentosa.

## Bildgalleri

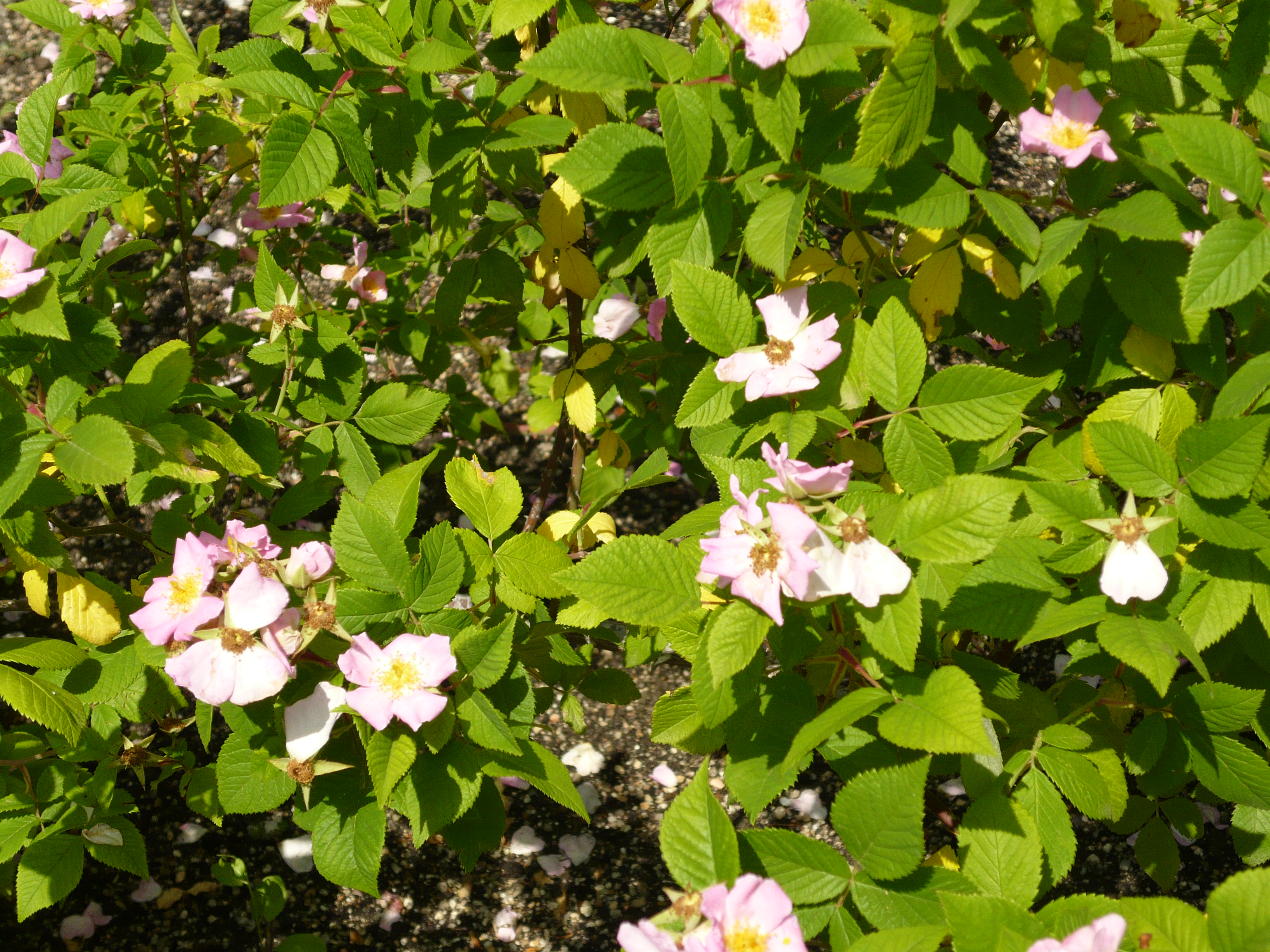
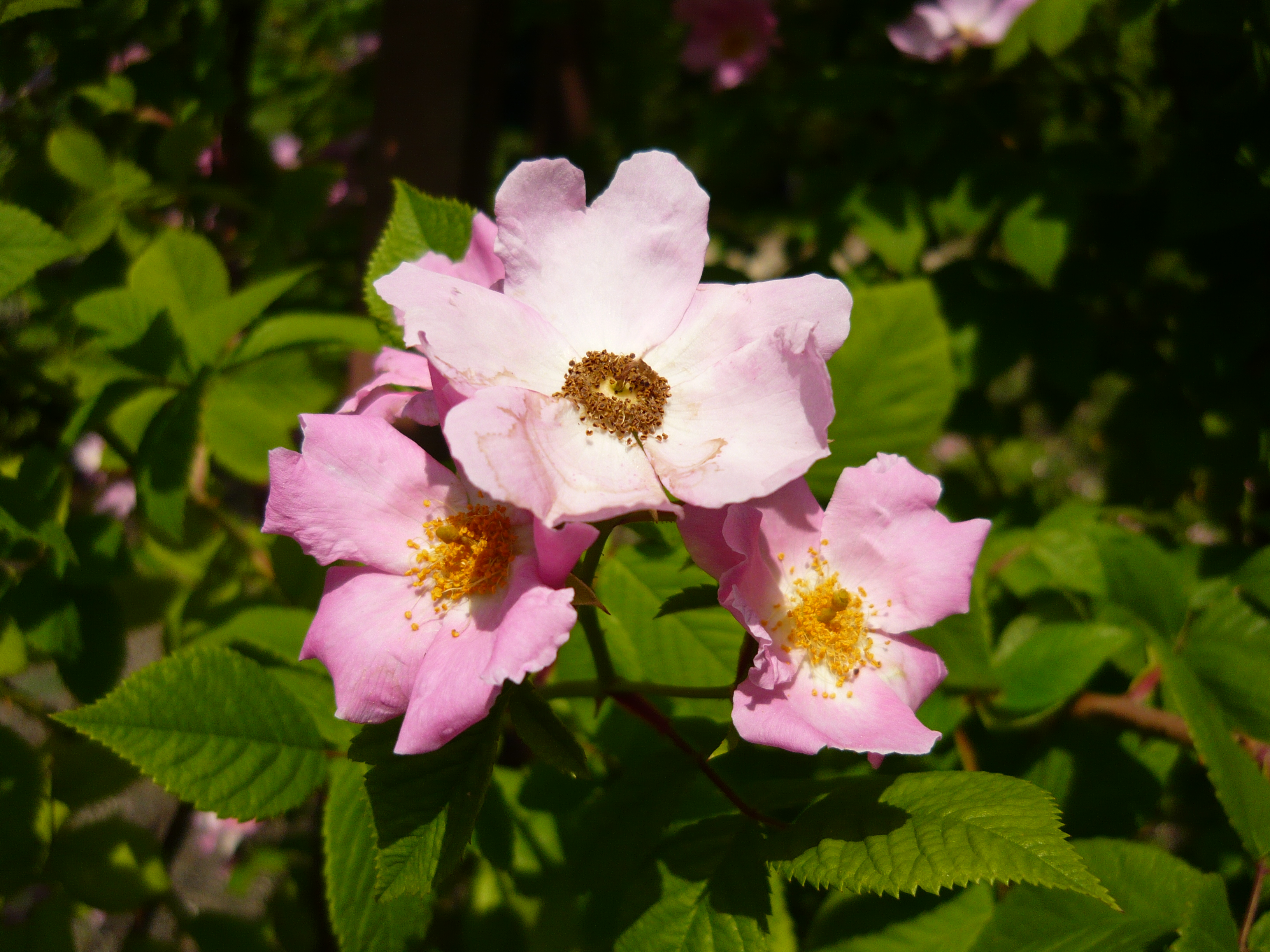